# Franz Xaver Nies
Franz Xaver Nies (né le 11 juin 1859 à Rehringhausen mort le 1er novembre 1897 à Zhangjiazhuang) est un missionnaire catholique allemand de la société du Verbe Divin. 
Il entre dans la congrégation le 7 mai 1879 et est ordonné prêtre le 7 juin 1884 par l'évêque de Ruremonde. En 1885, il se rend en Chine pour une mission.  
Avec son frère Richard Henle, Nies est assassiné le 1er novembre 1897 à Zhangjiazhuang (Tshanyachuang) dans le Shandong du Sud, un troisième missionnaire, Georg Maria Stenz (de), survit à l'attaque.  L'acte est attribué à la société secrète des Poings de la justice et de la concorde. L'empereur Guillaume II saisi cette "raison et cet incident" tant attendus comme une occasion d'occuper la baie de Tsingtau par des navires de la marine allemande et d'établir un comptoir, Kiautschou. 
Dans sa ville natale de Rehringhausen, une rue est nommée en son honneur. 